# Петкусская рожь
Петкусская рожь — сорт ржи, имеющий озимую и яровую формы. Автором-оригинатором петкусской ржи является крупный немецкий селекционер Фердинанд фон Лохов, сорт назван по его имению под Берлином — Петкус. Неудовлетворительна по урожайности и особенно по зимостойкости. По данным сети сортоиспытания в СССР, селекционные сорта и перероды петкусской ржи за период времени 1926—30, по сравнению с местными сортами ржи, дали в среднем превышение урожайности на 26%. Полегает на богатых почвах. По хлебопекарным и мукомольным качествам и натуре петкусская рожь «свалефская» значительно превосходит петкусскую рожь «харьковскую», уступая последней по зимостойкости. Яровая форма петкусской ржи являлась почти единственным сортом для Забайкалья СССР (по преимуществу в Читинской области, Бурят-Монгольской АССР), где озимая рожь из-за суровых условий зимовки не может возделываться.